# Yadagirigutta
Yadagirigutta è una suddivisione dell'India, classificata come census town, di 13.267 abitanti, situata nel distretto di Nalgonda, nello stato federato del Telangana. In base al numero di abitanti la città rientra nella classe IV (da 10.000 a 19.999 persone).

## Società

### Evoluzione demografica
Al censimento del 2001 la popolazione di Yadagirigutta assommava a 13.267 persone, delle quali 6.651 maschi e 6.616 femmine. I bambini di età inferiore o uguale ai sei anni assommavano a 1.727, dei quali 878 maschi e 849 femmine. Infine, coloro che erano in grado di saper almeno leggere e scrivere erano 8.155, dei quali 4.728 maschi e 3.427 femmine.